# Томпорук
Томпору́к — река в Якутии (Россия), левый приток Томпо, принадлежит к бассейну реки Лены. Протекает по территории Томпонского района Якутии. Длина — 186 км, площадь водосборного бассейна составляет 1740 км².
Берёт начало на склонах хребта Сетте-Дабан на высоте более 476 метров над уровнем моря. От истока течёт на восток в межгорной долине, затем, обогнув с востока горный массив, поворачивает на юг и далее — на запад. В верховьях реку дважды пересекает автомобильная трасса Р504 «Колыма». Принимает сток из нескольких озёр в пойме реки (Карасёвые, Ленковое, Щучье, Лебединое, Звёздочка и др.), после чего поворачивает на северо-запад. После впадения реки Надежда устремляется на юго-запад и течёт параллельно Томпо. Впадает в Томпо слева в 78 км от её впадения в Алдан на высоте менее 170 м над уровнем моря. Ширина в нижнем течении — 52 м при глубине 0,4 м. Скорость течения в низовьях — 0,7 м/с.
Основной приток — река Надежда длиной 73 км (правый).

## Данные водного реестра
По данным государственного водного реестра России и геоинформационной системы водохозяйственного районирования территории РФ, подготовленной Федеральным агентством водных ресурсов:
- Бассейновый округ — Ленский
- Речной бассейн — Лена
- Речной подбассейн — Алдан
- Водохозяйственный участок — Алдан от впадения реки Амга до устья
- Код водного объекта — 18030600912117300055358[4].